# 谢湾镇
谢湾镇，是中华人民共和国陕西省商洛市洛南县一个已撤销的乡级行政区，2015年，陕西省民政厅批复同意撤销谢湾镇，将其所辖行政区域划归四皓街道。